# Operador densamente definido
En matemáticas, y más específicamente en teoría de operadores, un operador densamente definido o un operador parcialmente definido es un tipo de función parcialmente definido. Desde el punto de vista topológico, es una aplicación lineal que se define "casi en todas partes". Los operadores densamente definidos a menudo surgen en análisis funcional como operaciones que se desea aplicar a una clase de objetos mayor que aquellos para los cuales "a priori" "tienen sentido".

## Definición
Un operador lineal densamente definido {\displaystyle T} de un espacio vectorial topológico, {\displaystyle X} a otro espacio vectorial {\displaystyle Y} es un operador lineal que se define en un subespacio lineal denso {\displaystyle \operatorname {dom} (T)} de {\displaystyle X} y toma valores en {\displaystyle Y}, denotados como {\displaystyle T:\operatorname {dom} (T)\subseteq X\to Y}. A veces, esto se escriba como {\displaystyle T:X\to Y} cuando el contexto deja claro que {\displaystyle X} podría no ser el dominio teórico de {\displaystyle T}.

## Ejemplos
Considérese el espacio {\displaystyle C^{0}([0,1];\mathbb {R} )} de todas las funciones continuas de valores reales, definidas en el intervalo unitario; y sea {\displaystyle C^{1}([0,1];\mathbb {R} )} el subespacio que consta de todas las funciones continuamente diferenciables. Una vez equipado {\displaystyle C^{0}([0,1];\mathbb {R} )} con el norma del supremo {\displaystyle \|\,\cdot \,\|_{\infty }}, esto convierte a {\displaystyle C^{0}([0,1];\mathbb {R} )} en un espacio de Banach real. El operador diferencial {\displaystyle D} dado por {\displaystyle (\mathrm {D} u)(x)=u'(x)} es un operador densamente definido desde {\displaystyle C^{0}([0,1];\mathbb {R} )} hacia sí mismo, definido en el subespacio denso {\displaystyle C^{1}([0,1];\mathbb {R} )}. El operador {\displaystyle \mathrm {D} } es un ejemplo de operador lineal no acotado, ya que
{\displaystyle u_{n}(x)=e^{-nx}\quad {\text{ tiene }}\quad {\frac {\left\|\mathrm {D} u_{n}\right\|_{\infty }}{\left\|u_{n}\right\|_{\infty }}}=n}
Esta ilimitación causa problemas si se desea de alguna manera extender continuamente el operador de diferenciación {\displaystyle D} a todo {\displaystyle C^{0}([0,1];\mathbb {R} )}.
La integral de Paley-Wiener, por otro lado, es un ejemplo de función continua de un operador densamente definido. En cualquier espacio de Wiener abstracto {\displaystyle i:H\to E} con adjunto {\displaystyle j:=i^{*}:E^{*}\to H,} existe un operador lineal continuo natural (de hecho, es la inclusión, y es una isometría) de {\displaystyle j\left(E^{*}\right)} a {\displaystyle L^{2}(E,\gamma ;\mathbb {R} )}, bajo el que {\displaystyle j(f)\in j\left(E^{*}\right)\subseteq H} va a la clase de equivalencia {\displaystyle [f]} de {\displaystyle f} en {\displaystyle L^{2}(E,\gamma ;\mathbb {R} )}. Se puede demostrar que {\displaystyle j\left(E^{*}\right)} es denso en {\displaystyle H}. Dado que la inclusión anterior es continua, existe una extensión lineal continua única {\displaystyle I:H\to L^{2}(E,\gamma ;\mathbb {R} )} de la inclusión {\displaystyle j\left(E^{*}\right)\to L^{2}(E,\gamma ;\mathbb {R} )} a la totalidad de {\displaystyle H}. Esta extensión es la aplicación de Paley-Wiener.